# Hanrejen på Skeppsbron 44

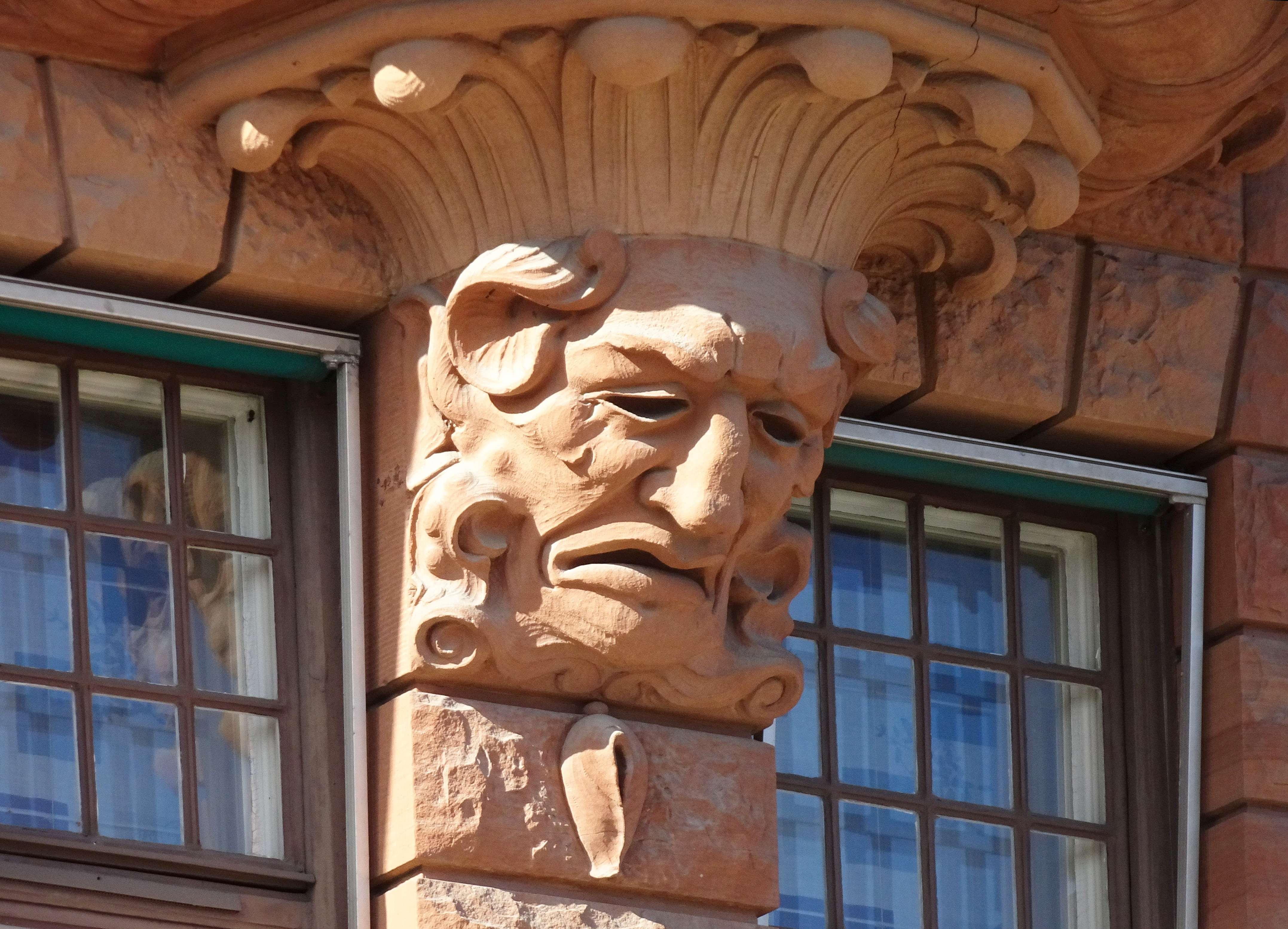
Ett förvridet mansansikte över ett kvinnosköte. Skeppsbron 44 i Stockholm.

Hanrejen på Skeppsbron 44 är en maskaron som sitter i konsolen till en karnap, en bit ovanför entrén till huset på Skeppsbron 44 i Gamla Stan i Stockholm. Maskaronen har antydningar till horn, vilket antyder att det är en hanrej, en symbol för en bedragen äkta man. Precis under den sitter något som ser ut som ett kvinnosköte. Huset uppfördes under åren 1909-1910 av byggherren och ägaren Carl Smitt, och skötet har suttit där sedan huset byggdes. 
Enligt folkloren lät Carl Smitt göra skulpturen eftersom hustrun varit otrogen. Ansiktet är förvridet av förtvivlan och vrede och huvudet är behornat, en symbol för att mannen blivit bedragen, en hanrej. Det hävdas också att regnvatten som träffar ansiktet rinner likt tårar över skötet.